# Estats superficials
Els estats superficials són estats electrònics que es troben a la superfície dels materials. Es formen a causa de la transició brusca del material sòlid que acaba amb una superfície i només es troben a les capes d'àtoms més properes a la superfície. La terminació d'un material amb una superfície condueix a un canvi de l'estructura de la banda electrònica del material a granel al buit. En el potencial debilitat a la superfície, es poden formar nous estats electrònics, els anomenats estats superficials.
Tal com indica el teorema de Bloch, els estats propis de l'equació de Schrödinger d'un sol electró amb un potencial perfectament periòdic, un cristall, són ones de Bloch
{\displaystyle {\begin{aligned}\Psi _{n{\boldsymbol {k}}}&=\mathrm {e} ^{i{\boldsymbol {k}}\cdot {\boldsymbol {r}}}u_{n{\boldsymbol {k}}}({\boldsymbol {r}}).\end{aligned}}}
Aquí {\displaystyle u_{n{\boldsymbol {k}}}({\boldsymbol {r}})} és una funció amb la mateixa periodicitat que el cristall, n és l'índex de banda i k és el nombre d'ona. Els nombres d'ona permesos per a un potencial determinat es troben aplicant les condicions de contorn cícliques habituals de Born-von Karman. La terminació d'un cristall, és a dir, la formació d'una superfície, òbviament provoca una desviació de la periodicitat perfecta. En conseqüència, si s'abandonen les condicions de contorn cícliques en la direcció normal a la superfície, el comportament dels electrons es desviarà del comportament en la massa i cal esperar algunes modificacions de l'estructura electrònica.
Es pot dibuixar un model simplificat del potencial del cristall en una dimensió. En el cristall, el potencial té la periodicitat, a, de la xarxa mentre que prop de la superfície ha d'assolir d'alguna manera el valor del nivell de buit. El potencial de pas (línia sòlida) és una simplificació excessiva que és sobretot convenient per a càlculs de models simples. En una superfície real, el potencial està influenciat per les càrregues de la imatge i la formació de dipols superficials i sembla més aviat com indica la línia discontínua.
Es pot demostrar que l'equació de Schrödinger d'un sol electró unidimensional dona dos tipus de solucions qualitativament diferents.
- El primer tipus d'estats s'estén al cristall i hi té caràcter de Bloch. Aquest tipus de solucions corresponen a estats massius que acaben en una cua en descomposició exponencial que arriba al buit.
- El segon tipus d'estats decau exponencialment tant al buit com al cristall a granel. Aquest tipus de solucions corresponen a estats superficials amb funcions d'ona localitzades prop de la superfície del cristall.

El primer tipus de solució es pot obtenir tant per als metalls com per als semiconductors. En els semiconductors, però, les energies pròpies associades han de pertànyer a una de les bandes d'energia permeses. El segon tipus de solució existeix en el buit d'energia prohibit dels semiconductors, així com en els buits locals de l'estructura de la banda projectada dels metalls. Es pot demostrar que totes les energies d'aquests estats es troben dins de la bretxa de banda. Com a conseqüència, al cristall aquests estats es caracteritzen per un nombre d'ona imaginari que condueix a una decadència exponencial a la massa.